# استان سالرنو
استان سالرنو (به ایتالیایی: Province of Salerno) استانی در منطقه کامپانیا ایتالیا است.